# Manuela Machado
Maria Manuela Castro  Machado (ur. 9 sierpnia 1963 we Viana do Castelo) – portugalska lekkoatletka, maratonka, trzykrotna olimpijka (1992, 1996, 2000).
Mistrzyni (Göteborg 1995) i dwukrotna wicemistrzyni (Stuttgart 1993, Ateny 1997) świata w biegu maratońskim. Dwukrotna mistrzyni Europy (Helsinki 1994, Budapeszt 1998).